# Grup de la columbita
El grup de la columbita és un grup de minerals que pertany al supergrup de la columbita, i que està integrat per set espècies: columbita-(Fe), columbita-(Mg), columbita-(Mn), qitianlingita, tantalita-(Fe), tantalita-(Mg) i tantalita-(Mn). El terme columbita és actualment un nom obsolet per als minerals de la sèrie que formen els termes extrems columbita-(Fe) i columbita-(Mn). El terme columbita es referia generalment a la columbita-(Fe), la més abundant i anteriorment coneguda com a ferrocolumbita, i dona nom al grup.
Els membres que integren aquest grup són:
| Espècie        | Fórmula              |
| -------------- | -------------------- |
| Columbita-(Fe) | FeNb₂O₆              |
| Columbita-(Mg) | (Mg,Fe,Mn)(Nb,Ta)₂O₆ |
| Columbita-(Mn) | (Mn,Fe)(Nb,Ta)₂O₆    |
| Qitianlingita  | (Fe,Mn)₂(Nb,Ta)₂WO10 |

| Espècie        | Fórmula             |
| -------------- | ------------------- |
| Tantalita-(Fe) | FeTa₂O₆             |
| Tantalita-(Mg) | (Mg,Fe2+)(Ta,Nb)₂O₆ |
| Tantalita-(Mn) | MnTa₂O₆             |

## Característiques
Els minerals columbita-(Fe), columbita-(Mn) i columbita-(Mg) són uns minerals òxids de color predominantment negre que cristal·litzen en el sistema ortoròmbic. La seva duresa oscil·la entre 6 i 6,5 a l'escala de Mohs. Són uns niobats de ferro i manganès, amb un cert contingut de tantalat de ferro. Aquests minerals són aprofitats pel seu contingut en niobi i tàntal. Tenen un alt pes específic.
La columbita-(Fe) forma sèries de solució sòlida amb la tantalita-(Fe) i la columbita-(Mn), i es relaciona amb la ixiolita. És paramagnètica. Va ser descoberta l'any 1928 a Green's Well, Pilgangoora, Wallareenya Station, Port Hedland Shire, Austràlia Occidental. La yttrocolumbita-(Y) és una espècie radioactiva en què hi predomina l'itri, amb fórmula Y(U4+,Fe2+)Nb₂O₈.

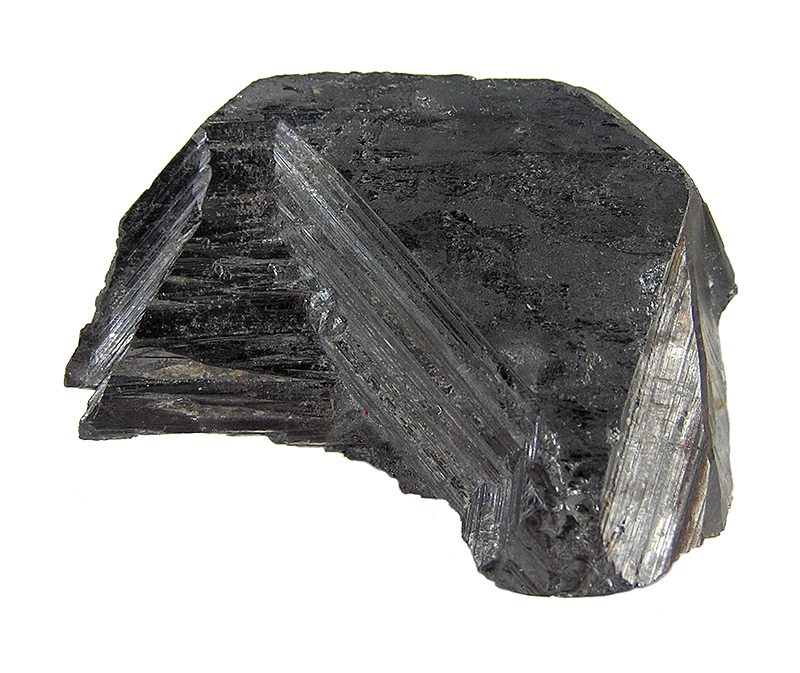
Columbita-(Fe)
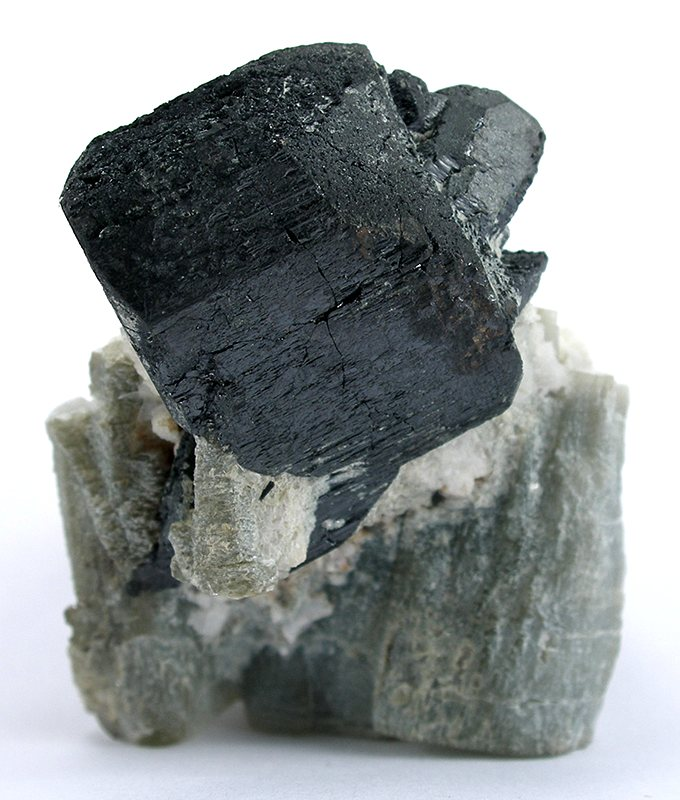
Columbita-(Mn)

## Formació i jaciments
Es troben com a minerals accessoris en pegmatites granítiques, poques vegades en carbonatites i com a dipòsits de plaers.